# Seznam měst podle zeměpisné šířky
Seznam měst podle zeměpisné šířky obsahuje výběr světových měst seřazených dle nejbližší rovnoběžky od nejsevernějšího města k nejjižnějšímu.

## 70° s. š.
70° s. š.
- Hammerfest, Norsko

69° s. š.
- Murmansk, Rusko

68° s. š.
- Narvik, Norsko

65° s. š.
- Oulu, Finsko

64° s. š.
- Nome, Spojené státy americké (Aljaška)
- Nuuk, Grónsko
- Reykjavík, Island

63° s. š.
- Trondheim, Norsko

61° s. š.
- Anchorage, Spojené státy americké (Aljaška)

60° s. š.
- Bergen, Norsko
- Helsinky, Finsko

## 60° s. š.
59° s. š.
- Oslo, Norsko
- Petrohrad, Rusko
- Stockholm, Švédsko
- Tallinn, Estonsko

58° s. š.
- Juneau, Spojené státy americké (Aljaška)

57° s. š.
- Aberdeen, Velká Británie
- Göteborg, Švédsko
- Sitka, Spojené státy americké (Aljaška)
- Riga, Lotyšsko

55° s. š.
- Edinburgh, Velká Británie
- Kodaň, Dánsko
- Omsk, Rusko
- Glasgow, Velká Británie
- Moskva, Rusko

54° s. š.
- Belfast, Velká Británie
- Gdaňsk, Polsko
- Minsk, Bělorusko
- Newcastle, Velká Británie
- Vilnius, Litva

53° s. š.
- Brémy, Německo
- Dublin, Irsko
- Edmonton, Kanada
- Hamburk, Německo
- Leeds, Velká Británie
- Liverpool, Velká Británie
- Manchester, Velká Británie
- Petropavlovsk-Kamčatskij, Rusko

52° s. š.
- Amsterodam, Nizozemsko
- Berlín, Německo
- Birmingham, Velká Británie
- Irkutsk, Rusko
- Varšava, Polsko

51° s. š.
- Astana, Kazachstán
- Bristol, Velká Británie
- Calgary, Kanada
- Londýn, Velká Británie

50° s. š.
- Brusel, Belgie
- Frankfurt nad Mohanem, Německo
- Krakov, Polsko
- Plymouth, Velká Británie
- Praha, Česko

## 50° s. š.
49° s. š.
- Ostrava, Česko
- Plzeň, Česko
- Brno, Česko
- Prešov, Slovensko
- Lvov, Ukrajina
- Vancouver, Kanada
- Winnipeg, Kanada

48° s. š.
- Bratislava, Slovensko
- Mnichov, Německo
- Paříž, Francie
- Vídeň, Rakousko
- Volgograd, Rusko

47° s. š.
- Budapešť, Maďarsko
- Curych, Švýcarsko
- Innsbruck, Rakousko
- Kišiněv, Moldavsko
- Seattle, Spojené státy americké
- Ulánbátar, Mongolsko

46° s. š.
- Duluth, Spojené státy americké
- Charbin, Čína
- Lublaň, Slovinsko
- Oděsa, Ukrajina
- Québec, Kanada

45° s. š.
- Lyon, Francie
- Milán, Itálie
- Montréal, Kanada
- Ottawa, Kanada
- Benátky, Itálie

44° s. š.
- Bangor, Spojené státy americké
- Bělehrad, Srbsko
- Bordeaux, Francie
- Bukurešť, Rumunsko
- Minneapolis, Spojené státy americké

43° s. š.
- Boise, Spojené státy americké
- Marseille, Francie
- Milwaukee, Spojené státy americké
- Sapporo, Japonsko
- Sarajevo, Bosna a Hercegovina
- Toronto, Kanada
- Urumči, Čína
- Vladivostok, Rusko

42° s. š.
- Biškek, Kyrgyzstán
- Boston, Spojené státy americké
- Buffalo, Spojené státy americké
- Detroit, Spojené státy americké
- Krasnodar, Rusko
- Podgorica, Černá Hora
- Skopje, Severní Makedonie
- Sofie, Bulharsko

41° s. š.
- Barcelona, Španělsko
- Cheyenne, Spojené státy americké
- Chicago, Spojené státy americké
- Cleveland, Spojené státy americké
- Des Moines, Spojené státy americké
- Istanbul, Turecko
- New Haven, Spojené státy americké
- Omaha, Spojené státy americké
- Porto, Portugalsko
- Providence, Spojené státy americké
- Řím, Itálie
- Taškent, Uzbekistán
- Tbilisi, Gruzie
- Tirana, Albánie

40° s. š.
- Baku, Ázerbájdžán
- Jerevan, Arménie
- Madrid, Španělsko
- Neapol, Itálie
- New York, Spojené státy americké
- Pittsburgh, Spojené státy americké
- Salt Lake City, Spojené státy americké
- Soluň, Řecko

## 40° s. š.
39° s. š.
- Ankara, Turecko
- Baltimore, Spojené státy americké
- Peking, Čína
- Cincinnati, Spojené státy americké
- Denver, Spojené státy americké
- Indianapolis, Spojené státy americké
- Kansas City, Spojené státy americké
- Filadelfie, Spojené státy americké
- Pchjongjang, Severní Korea
- Reno, Spojené státy americké

38° s. š.
- Ašchabad, Turkmenistán
- Dušanbe, Tádžikistán
- Lisabon, Portugalsko
- Palermo, Itálie
- Sacramento, Spojené státy americké
- St. Louis, Spojené státy americké
- Washington, D.C., Spojené státy americké

37° s. š.
- Athény, Řecko
- San Francisco, Spojené státy americké
- San José, Spojené státy americké
- Soul, Jižní Korea
- Sevilla, Španělsko

36° s. š.
- Alžír, Alžírsko
- Gibraltar, Gibraltar
- Las Vegas, Spojené státy americké
- Mosul, Irák
- Nashville, Spojené státy americké
- Tunis, Tunisko

35° s. š.
- Albuquerque, Spojené státy americké
- Charlotte, Spojené státy americké
- Knoxville, Spojené státy americké
- Memphis, Spojené státy americké
- Nagoja, Japonsko
- Nikósie, Kypr
- Oklahoma City, Spojené státy americké
- Pusan, Jižní Korea
- Raleigh, Spojené státy americké
- Teherán, Írán
- Tokio, Japonsko
- Valletta, Malta

34° s. š.
- Kábul, Afghánistán
- Los Angeles, Spojené státy americké
- Ósaka, Japonsko

33° s. š.
- Atlanta, Spojené státy americké
- Bagdád, Irák
- Bejrút, Libanon
- Damašek, Sýrie
- Islámábád, Pákistán
- Phoenix, Spojené státy americké
- Rabat, Maroko

32° s. š.
- Ammán, Jordánsko
- Dallas, Spojené státy americké
- Nagasaki, Japonsko
- Nanking, Čína
- San Diego, Spojené státy americké
- Savannah, Spojené státy americké
- Tel Aviv, Izrael
- Tripolis, Libye

31° s. š.
- El Paso, Spojené státy americké
- Kagošima, Japonsko
- Šanghaj, Čína

30° s. š.
- Austin, Spojené státy americké
- Basra, Irák
- Káhira, Egypt
- Jacksonville, Spojené státy americké

## 30° s. š.
29° s. š.
- Čchung-čching, Čína
- Houston, Spojené státy americké
- Kuvajt, Kuvajt
- Lhasa, Čína
- New Orleans, Spojené státy americké
- San Antonio, Spojené státy americké

28° s. š.
- Chihuahua, Mexiko
- Nové Dillí, Indie

27° s. š.
- Káthmándú, Nepál
- Tampa, Spojené státy americké

25° s. š.
- Dauhá, Katar
- Dubaj, Spojené arabské emiráty
- Kchun-ming, Čína
- Miami, Spojené státy americké
- Tchaj-pej, Tchaj-wan

24° s. š.
- Key West, Spojené státy americké
- Rijád, Saúdská Arábie

23° s. š.
- Kanton, Čína
- Havana, Kuba
- Mazatlán, Mexiko

22° s. š.
- Dháka, Bangladéš
- Hanoj, Vietnam
- Kalkata, Indie
- Hongkong, Čína

21° s. š.
- Honolulu, Spojené státy americké (Havaj)
- Mekka, Saúdská Arábie

## 20° s. š.
19° s. š.
- Bombaj, Indie
- Ciudad de México, Mexiko
- Veracruz, Mexiko

18° s. š.
- San Juan, Portoriko
- Santo Domingo, Dominikánská republika

17° s. š.
- Kingston, Jamajka
- Vientiane, Laos

16° s. š.
- Rangún, Myanmar

15° s. š.
- Chartúm, Súdán

14° s. š.
- Dakar, Senegal
- Ciudad de Guatemala, Guatemala
- Manila, Filipíny
- Tegucigalpa, Honduras

13° s. š.
- Aden, Jemen
- Bangkok, Thajsko
- Niamey, Niger

12° s. š.
- Bamako, Mali
- Managua, Nikaragua
- Phnompenh, Kambodža

11° s. š.
- Džibuti, Džibutsko

10° s. š.
- Caracas, Venezuela
- Ho Či Minovo Město, Vietnam

## 10° s. š.
9° s. š.
- Addis Abeba, Etiopie
- Conakry, Guinea

8° s. š.
- Panama, Panama

7° s. š.
- Kolombo, Srí Lanka

6° s. š.
- Georgetown, Guyana
- Lagos, Nigérie

5° s. š.
- Accra, Ghana
- Bandar Seri Begawan, Brunej
- Paramaribo, Surinam

4° s. š.
- Bogotá, Kolumbie
- Cayenne, Francouzská Guyana

3° s. š.
- Kuala Lumpur, Malajsie
- Medan, Indonésie

2° s. š.
- Mogadišo, Somálsko

1° s. š.
- Singapur, Singapur

0° s. š.
- Kampala, Uganda
- Libreville, Gabon

## 0°
0° j. š.
- Quito, Ekvádor

1° j. š.
- Belém, Brazílie
- Nairobi, Keňa

2° j. š.
- Dár as-Salám, Tanzanie
- Guayaquil, Ekvádor

4° j. š.
- Kinshasa, Demokratická republika Kongo

6° j. š.
- Jakarta, Indonésie

9° j. š.
- Luanda, Angola
- Port Moresby, Papua Nová Guinea

## 10° j. š.
12° j. š.
- Darwin, Austrálie
- Lima, Peru
- Salvador, Brazílie

15° j. š.
- Lusaka, Zambie

16° j. š.
- Brasília, Brazílie
- La Paz, Bolívie

18° j. š.
- Antananarivo, Madagaskar

20° j. š.
- Iquique, Chile

## 20° j. š.
22° j. š.
- Nouméa, Nová Kaledonie
- Rio de Janeiro, Brazílie
- Windhoek, Namibie

23° j. š.
- São Paulo, Brazílie

24° j. š.
- Gaborone, Botswana

25° j. š.
- Asunción, Paraguay

26° j. š.
- Johannesburg, Jihoafrická republika
- Maputo, Mosambik

27° j. š.
- Brisbane, Austrálie

29° j. š.
- Durban, Jihoafrická republika

## 30° j. š.
31° j. š.
- Córdoba, Argentina
- Perth, Austrálie

33° j. š.
- Kapské Město, Jihoafrická republika
- Santiago de Chile, Chile

34° j. š.
- Adelaide, Austrálie
- Buenos Aires, Argentina
- Montevideo, Uruguay
- Sydney, Austrálie

37° j. š.
- Auckland, Nový Zéland
- Melbourne, Austrálie

39° j. š.
- Valdivia, Chile

## 40° j. š.
41° j. š.
- Wellington, Nový Zéland

42° j. š.
- Hobart, Austrálie

43° j. š.
- Christchurch, Nový Zéland

## 50° j. š.
53° j. š.
- Punta Arenas, Chile

54° j. š.
- Ushuaia, Argentina